# Quận Kitsap, Washington
Quận Kitsap là một quận thuộc tiểu bang Washington, Hoa Kỳ.
Quận này được đặt tên theo Tù trưởng Ktsap của bộ lạc Suquamish. Theo điều tra dân số của Cục điều tra dân số Hoa Kỳ năm 2000, quận có dân số 231.969 người. Quận lỵ đóng ở Port Orchard, còn thành phố lớn nhất là Bremerton. Quận Kitsap được lập từ các quận quận King, Washington và quận Jefferson, Washington ngày 16 tháng 1 năm 1857. Ban đầu tên là quận Slaughter, sau đó được đổi tên.

## Địa lý
Theo Cục điều tra dân số Hoa Kỳ, quận có diện tích km2, trong đó có km2 là diện tích mặt nước.